# Juniperus polycarpos
Juniperus polycarpos — вид хвойних рослин з родини кипарисових (Cupressaceae). Місцем проживання цього виду є Іран, Ліван-Сирія, Північний Кавказ, Південний Кавказ, Туреччина, Туркменістан.
Juniperus polycarpos росте як вічнозелений кущ або дерево, яке може досягати висоти від 20 до 25 метрів. Довжина листя 1.2–1.6 міліметра, ширина 0.8–0.9 міліметра. Здебільшого поодинокі ягідні шишки сидячі і зазвичай кулястої форми діаметром до 1.4 сантиметра. Вони забарвлюються у пурпурно-коричневий або чорно-пурпуровий колір. Кожна шишка містить від двох до шести насінин.